# Фінал кубка Німеччини з футболу 1993
Фінал Кубка Німеччини з футболу 1993 — фінальний матч розіграшу кубка Німеччини сезону 1992—1993 відбувся 12 червня 1993 року. У поєдинку зустрілися леверкузенський «Баєр 04» та берлінська «Герта II». Особливістю фіналу стало те, що один із учасників, клуб із Берліна, представляв Оберлігу, у той час третій за рангом дивізіон німецького футболу. Перемогу з рахунком 1:0 здобув представник Бундесліги, «Баєр 04».
| Володар Кубка Німеччини 1992—1993 |
| --------------------------------- |
|                                   |
| «Баєр 04» Перший титул            |

## Учасники
| Клуб       | Участей | Роки (жирним виділено перемоги) |
| ---------- | ------- | ------------------------------- |
| «Баєр 04»  | дебют   | дебют                           |
| «Герта II» | дебют   | дебют                           |

## Шлях до фіналу
| Раунд                                                   | Противник                           | Рахунок |
| ------------------------------------------------------- | ----------------------------------- | ------- |
| Перший раунд                                            | «Бергедорф 85» (Г)                  | 3–1     |
| 1/32                                                    | «Кайзерслаутерн» (Д)                | 1–0     |
| 1/16                                                    | «Гайльбронн» (Г)                    | 2–0     |
| 1/8                                                     | «Герта» (Д)                         | 1–0     |
| 1/4                                                     | «Карл Цейс» (Г)                     | 2–0     |
| 1/2                                                     | «Айнтрахт» (Франкфурт-на-Майні) (Г) | 3–0     |
| (Д) = Вдома; (Г) = У гостях; (Н) = На нейтральному полі |                                     |         |

| Раунд                                                   | Противник         | Рахунок |
| ------------------------------------------------------- | ----------------- | ------- |
| Перший раунд                                            | -                 | -       |
| 1/32                                                    | «Гайдельберг» (Д) | 3–0     |
| 1/16                                                    | «Лейпциг» (Д)     | 4–2     |
| 1/8                                                     | «Ганновер 96» (Д) | 4–3     |
| 1/4                                                     | «Нюрнберг» (Д)    | 2–1     |
| 1/2                                                     | «Хемніцер» (Д)    | 2–1     |
| (Д) = Вдома; (Г) = У гостях; (Н) = На нейтральному полі |                   |         |

## Матч

### Деталі
| 12 червня 1993 18:00 (CET) |

| Баєр 04     | 1:0      | Герта II |
| ----------- | -------- | -------- |
| Кірстен 77' | Протокол |          |

| Олімпіаштадіон, Берлін Глядачів: 76 391 Арбітр: Маркус Мерк |

|  |  |

| В                    | 1  | Рюдігер Фольборн |    |
| З                    | 6  | Мартін Кре       |    |
| З                    | 5  | Франко Фода (к)  |    |
| З                    | 4  | Крістіан Вернс   |    |
| ПЗ                   | 3  | Маркус Гаппе     |    |
| ПЗ                   | 8  | Йоан Лупеску     |    |
| ПЗ                   | 10 | Павел Гапал      |    |
| ПЗ                   | 7  | Хайко Шольц      |    |
| ПЗ                   | 2  | Андреас Фішер    |    |
| Н                    | 11 | Андреас Том      |    |
| Н                    | 9  | Ульф Кірстен     | ЖК |
| Головний тренер:     |    |                  |    |
| Драгослав Степанович |    |                  |    |

| В                | 1  | Крістіан Фідлер   |  |     |
| З                | 7  | Карстен Нід (к)   |  |     |
| З                | 5  | Свен Маєр         |  |     |
| З                | 2  | Олівер Шмідт      |  | 73' |
| ПЗ               | 6  | Свен Кайзер       |  |     |
| ПЗ               | 3  | Карстен Рамелов   |  |     |
| ПЗ               | 4  | Вольфганг Колчик  |  |     |
| ПЗ               | 8  | Андреас Шмідт     |  |     |
| ПЗ               | 10 | Геральд Клевс     |  |     |
| Н                | 9  | Олівер Гольцбехер |  |     |
| Н                | 11 | Айхан Гезен       |  |     |
| Заміни:          |    |                   |  |     |
| Н                | 12 | Саша Гепфнер      |  | 73' |
| Головний тренер: |    |                   |  |     |
| Йохем Цигерт     |    |                   |  |     |